# Alcedinidae
Los alcedínidos (Alcedinidae) son una familia de aves coraciiformes, una de las tres familias pertenecientes al suborden Alcedines, cuyos miembros suelen denominarse comúnmente martines pescadores. Se extiende por África, el sur y este de Asia, llegando hasta Australia; en Europa existe una sola especie (Alcedo atthis). También hay especies en Sudamérica. Se piensa que la familia tiene su origen en Asia.

## Taxonomía
La familia Alcedinidae es una de las nueve familias pertenecientes al orden Coraciiformes, y una de las tres del suborden Alcedines. 
|  | Alcedinidae                                               |
|  |                                                           |
|  | \| \| Halcyonidae \| \| \| \| \| \| Cerylidae \| \| \| \| |
|  |                                                           |
|  | Halcyonidae                                               |
|  |                                                           |
|  | Cerylidae                                                 |
|  |                                                           |

|  | Halcyonidae |
|  |             |
|  | Cerylidae   |
|  |             |

|  | Alcedinidae                                               |
|  |                                                           |
|  | \| \| Halcyonidae \| \| \| \| \| \| Cerylidae \| \| \| \| |
|  |                                                           |
|  | Halcyonidae                                               |
|  |                                                           |
|  | Cerylidae                                                 |
|  |                                                           |

|  | Halcyonidae |
|  |             |
|  | Cerylidae   |
|  |             |

En el pasado Alcedinidae era la familia donde se englobaban todos los martines pescadores y afines, y contenía tres subfamilias. Pero tras la revolución de los años 1990 de la taxonomía de las aves, las tres antiguas subfamilias fueron elevadas al nivel de familias, agrupadas dentro del suborden Alcedines. Gran parte de las especies que antes contenía Alcedinidae se trasladaron a las nuevas familias Halcyonidae y Cerylidae, y quedaron en ella solo las pertenecientes a la antigua subfamilia Alcedininae. Entre las tres familias Alcedinidae ocupa una posición basal respecto a las otras dos.
Las relaciones internas dentro de la familia no están totalmente establecidas. Además del número variable de géneros y especies (de 22 a 24 según los autores), quedan incertidumbres respecto a dos especies africanas. El martín pigmeo del Congo es ubicado a veces en el género monoespecífico Myioceyx, y a veces en Ispidina o Ceyx. Además, los análisis moleculares (Moyle, 2006) sugieren que el martín pigmeo de Madagascar está más cercanamente relacionado con el martín pescador malaquita, y que el ordenamiento actual dentro de los géneros Alcedo y Ceyx necesitaría ser revisado, dado que no parece reflejar las relaciones que se conocen en el presente (por ejemplo Alcedo azurea parece tener como especie más próxima a Ceyx erithaca).

### Especies en orden taxonómico
Normalmente se reconocen 3 géneros:
- Género Alcedo

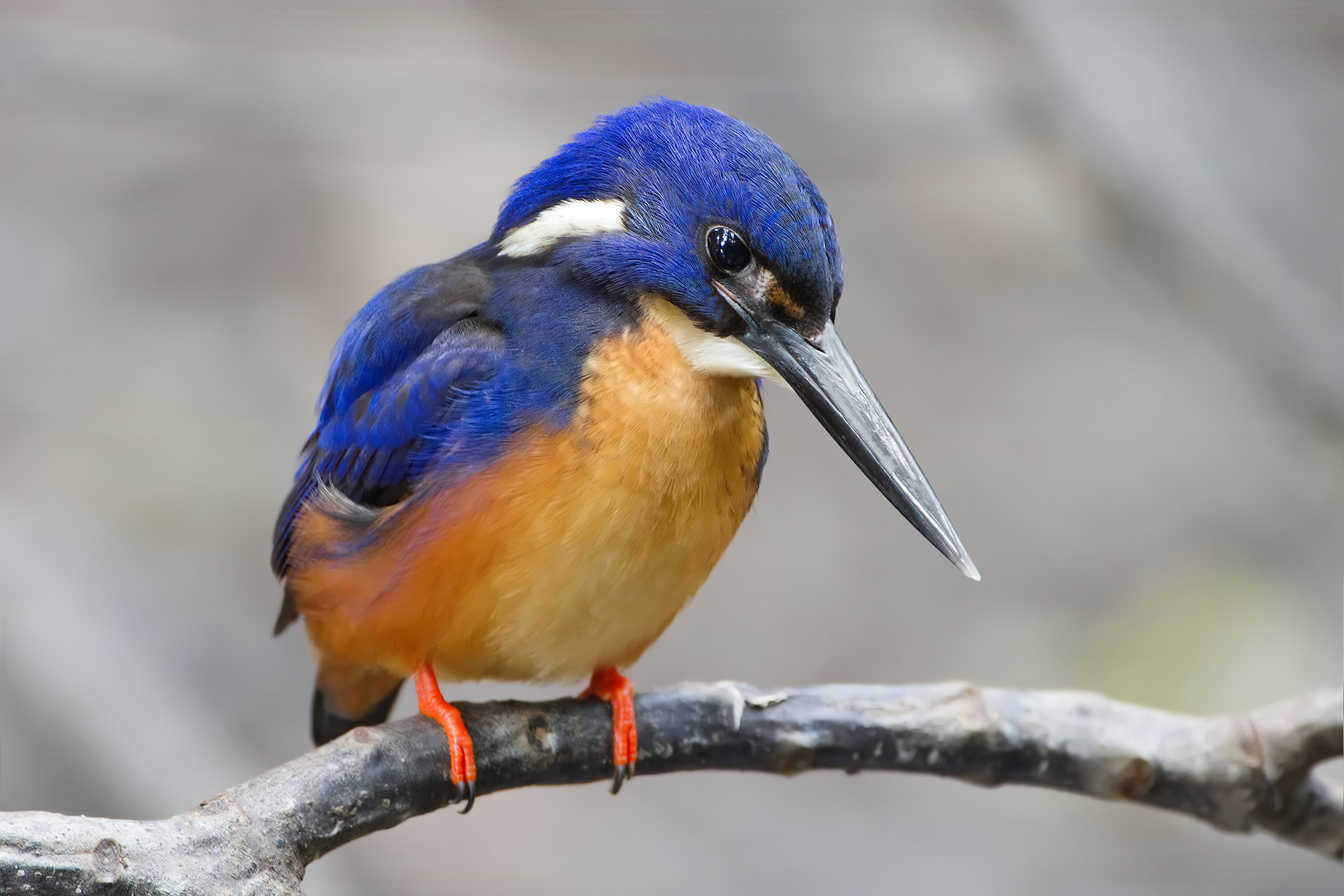
Alcedo azurea.

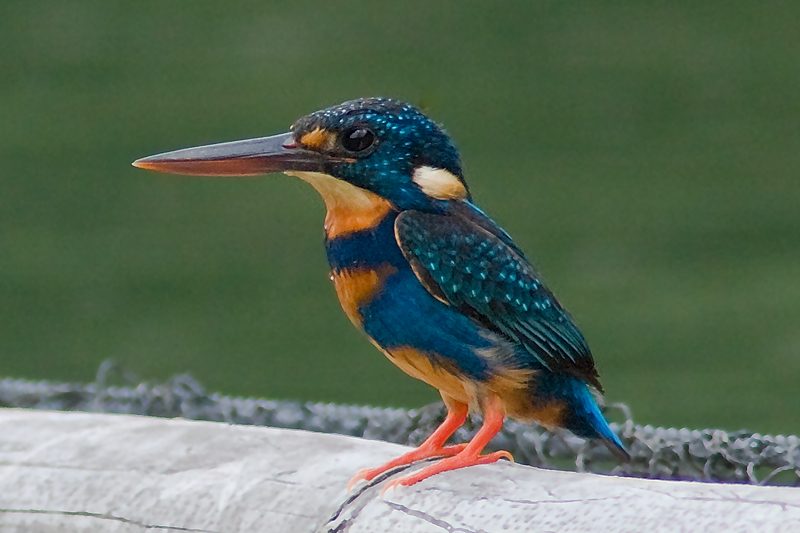
Alcedo cyanopecta.

  - Alcedo hercules - martín pescador hércules
  - Alcedo atthis - martín pescador común
  - Alcedo semitorquata - martín pescador cobalto
  - Alcedo quadribrachys - martín pescador brillante
  - Alcedo meninting - martín pescador meninting
  - Alcedo azurea - martín pescador azur
  - Alcedo websteri - martín pescador de las Bismarck
  - Alcedo euryzona - martín pescador bandeado
  - Alcedo cyanopecta - martín pescador pechiazul
  - Alcedo argentata - martín pescador plateado
  - Alcedo cristata - martín pescador malaquita
  - Alcedo vintsioides - martín pescador malgache
  - Alcedo leucogaster - martín pescador ventriblanco
  - Alcedo coerulescens - martín pescador azulado
  - Alcedo pusilla - martín pescador menudo
  - Alcedo nais - martín pescador de Príncipe
  - Alcedo thomensis - martín pescador de Santo Tomé

- Género Ceyx

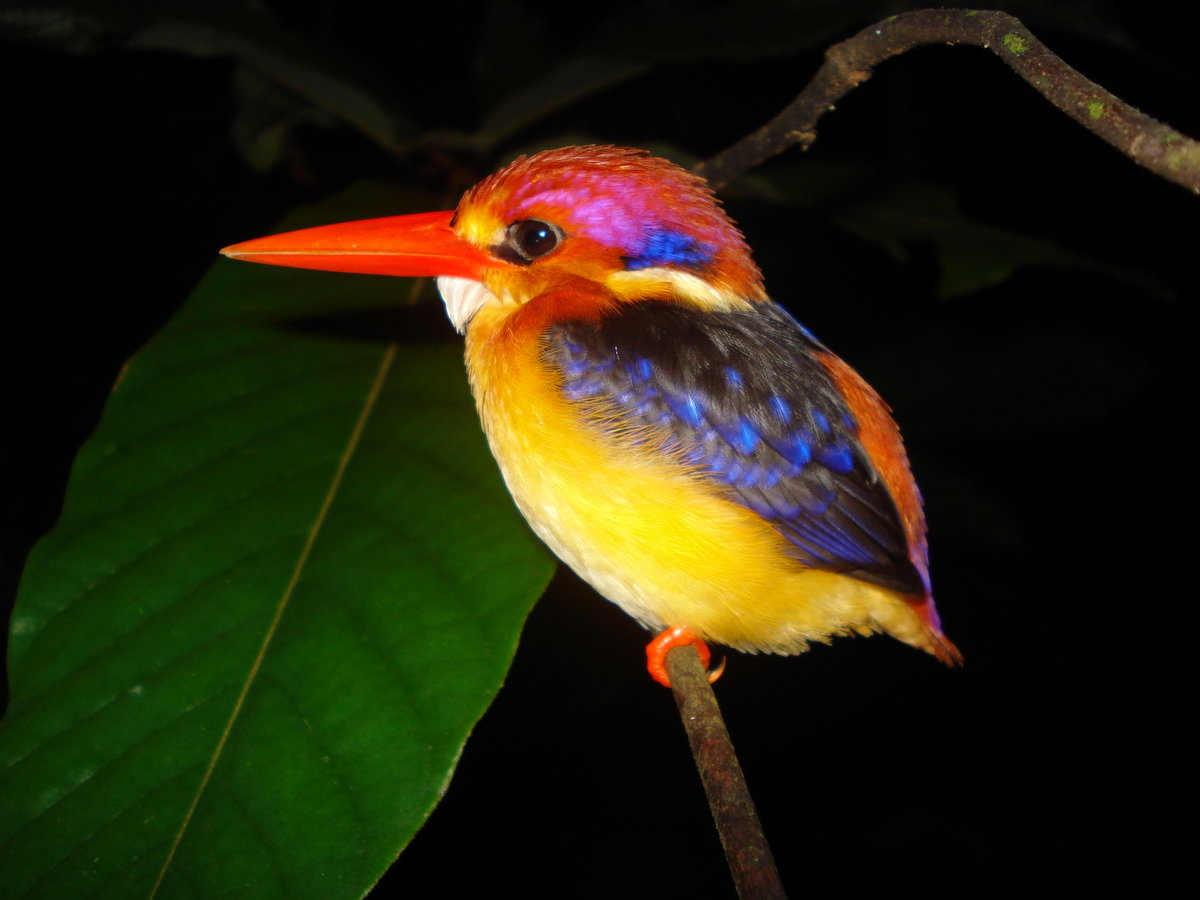
Ceyx erithaca.

  - Ceyx erithaca - martín pescador oriental
  - Ceyx melanurus - martín pigmeo filipino
  - Ceyx fallax - martín pigmeo de Célebes
  - Ceyx rufidorsa - martín pescador dorsirrufo
  - Ceyx lepidus - martín pescador variable
  - Ceyx madagascariensis - martín pigmeo malgache
- Género Ispidina
  - Ispidina picta - martín pigmeo africano
  - Ispidina lecontei - martín pigmeo del Congo

## Descripción

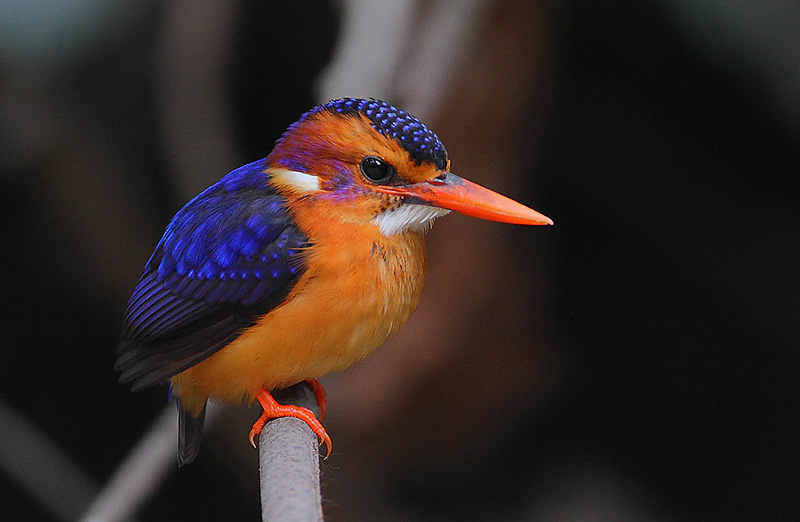
Ispidina picta.

Todos los miembros de la familia son aves compactas, de gran cabeza, cola corta y con largos picos puntiagudos. Como otros coraciformes están llamativamente coloreados. Las especies de Alcedo generalmente tienen la cabeza y las partes superiores de color azul metálico, y las inferiores naranjas o blancas. Ambos sexos suelen tener aspecto similar, pueden ser idénticos como el martín pescador de las Bismarck, aunque la mayoría de las especies muestran cierto dimorfismo sexual, que puede oscilar desde el color del pico distinto en el martín pescador común, a tener gran parte de su plumaje diferente. El macho del martín pescador bandeado tiene el pecho azul y el vientre blanco mientras que la hembra tiene todas sus partes inferiores anaranjadas.
El resto de pequeños martines pescadores que componen la familia suelen tener las partes superiores azules o anaranjadas y las partes inferiores blancas, amarillentas o color crema, y muestran poca variación entre sexos. En la familia el color del pico está ligado a la dieta. Las especies insectívoras suelen tener picos rojos mientras que las piscívoras los suelen tener negros.

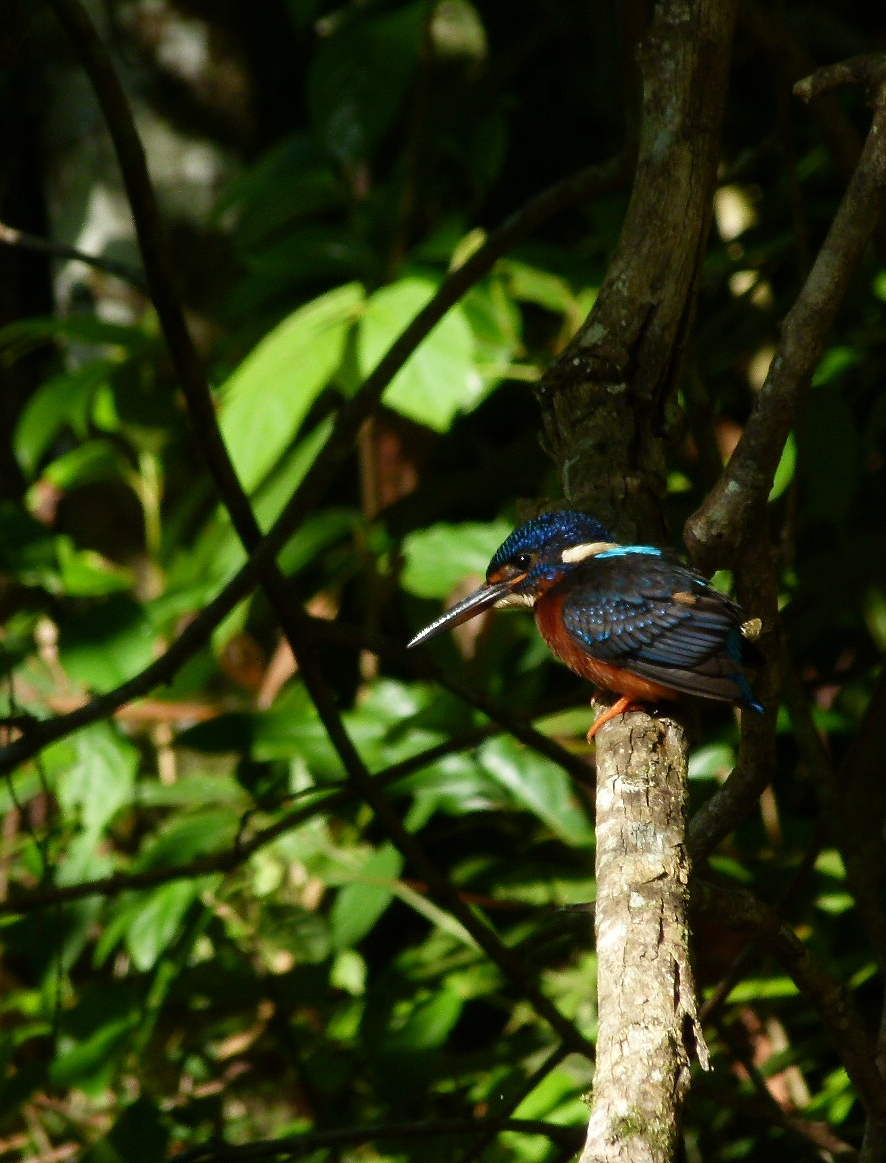
Alcedo meninting en una selva del sur de la India.

Cuando están posados suelen colocarse erguidos y su vuelo es rápido y directo. Suelen piar de forma aguda, a menudo cuando vuelan.

## Distribución y hábitat
La mayoría de los alcedínidos se encuentran en climas cálidos de África y el sur de Asia. Tres especies llegan hasta Australia, pero solo una, el martín pescador común, se encuentra en Europa y el Asia templada. Ningún miembro de la familia se encuentra en América. Se cree que la familia tiene origen en el sur de Asia, donde todavía están la mayoría de las especies.
Las especies pertenecientes a Ceyx e Ispidina son principalmente aves de selva húmeda y otros bosques, y no están ligados necesariamente a las masas de agua. En cambio las especies pertenecientes a Alcedo se encuentran generalmente ligadas al agua dulce, a menudo en hábitats abiertos, aunque algunas son aves principalmente forestales.

## Comportamiento

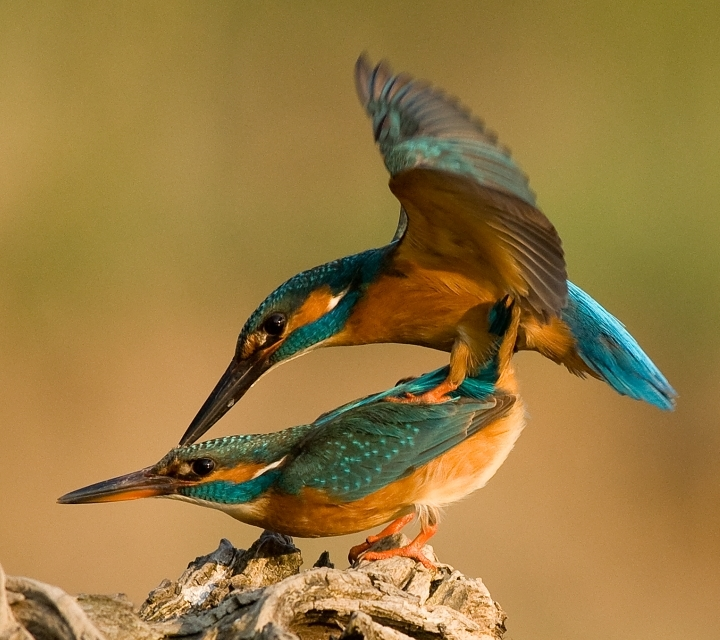
Pareja de martines pescadores comunes copulando.

### Reproducción
Los martines pescadores son monógamos y territoriales. Las parejas escavan túneles en los taludes de tierra fluviales, donde ponen dos o más huevos. Ambos miembros de la pareja incuban los huevos y alimentan a los pollos. Los huevos se ponen con intervalos de un día, de forma que si la comida es escasea los pollos mayores y más vigorosos obtienen ventaja en el suministro de sus padres. Los pollos nacen desnudos y ciegos, y a diferencia de los adultos se apoyan en los talones.

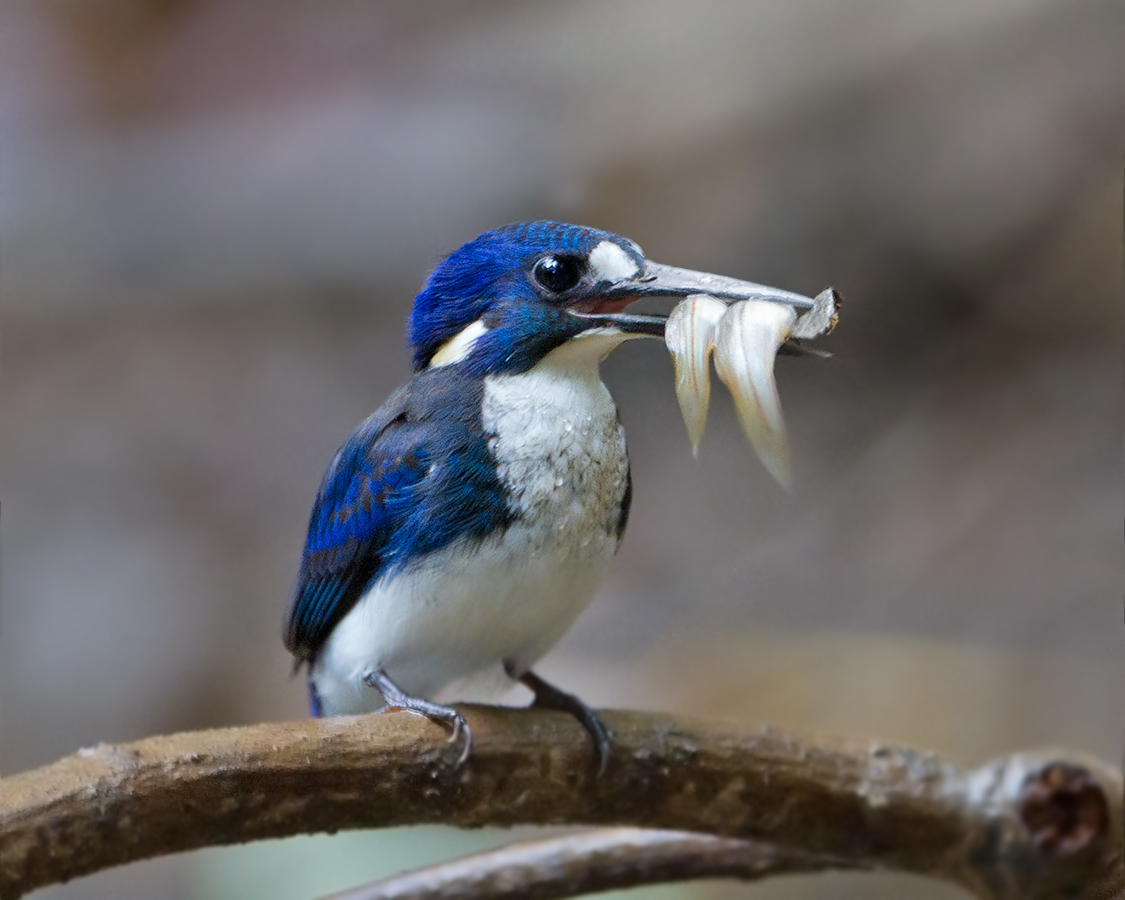
Martín pescador menudo con su pesca.

### Alimentación
Los pequeños martines pertenecientes a los géneros Ceyx e Ispidina se alimentan principalmente de insectos y arañas, pero también atrapan renacuajos, ranas y ninfas de efímeras en las charcas. Suelen atrapar a sus presas al vuelo usando sus picos rojos y planos. Los martines pescadores pertenecientes a Alcedo, con pico negro, son piscívoros, pero también atrapan invertebrados acuáticos, arañas y lagartijas. Generalmente se zambuyen en picado desde un posadero, aunque pueden cernirse sobre el agua brevemente.